# 刘涌 (1914年)
刘涌（1914年—1972年），男，江西兴国人，中国人民解放军将领、中国人民解放军开国少将。曾任中国人民解放军济南军区装甲兵司令员。

## 生平
1931年加入中国共产主义青年团，1932年转入中国共产党。
1955年，授予中国人民解放军少将。